# Field Ration Eating Device

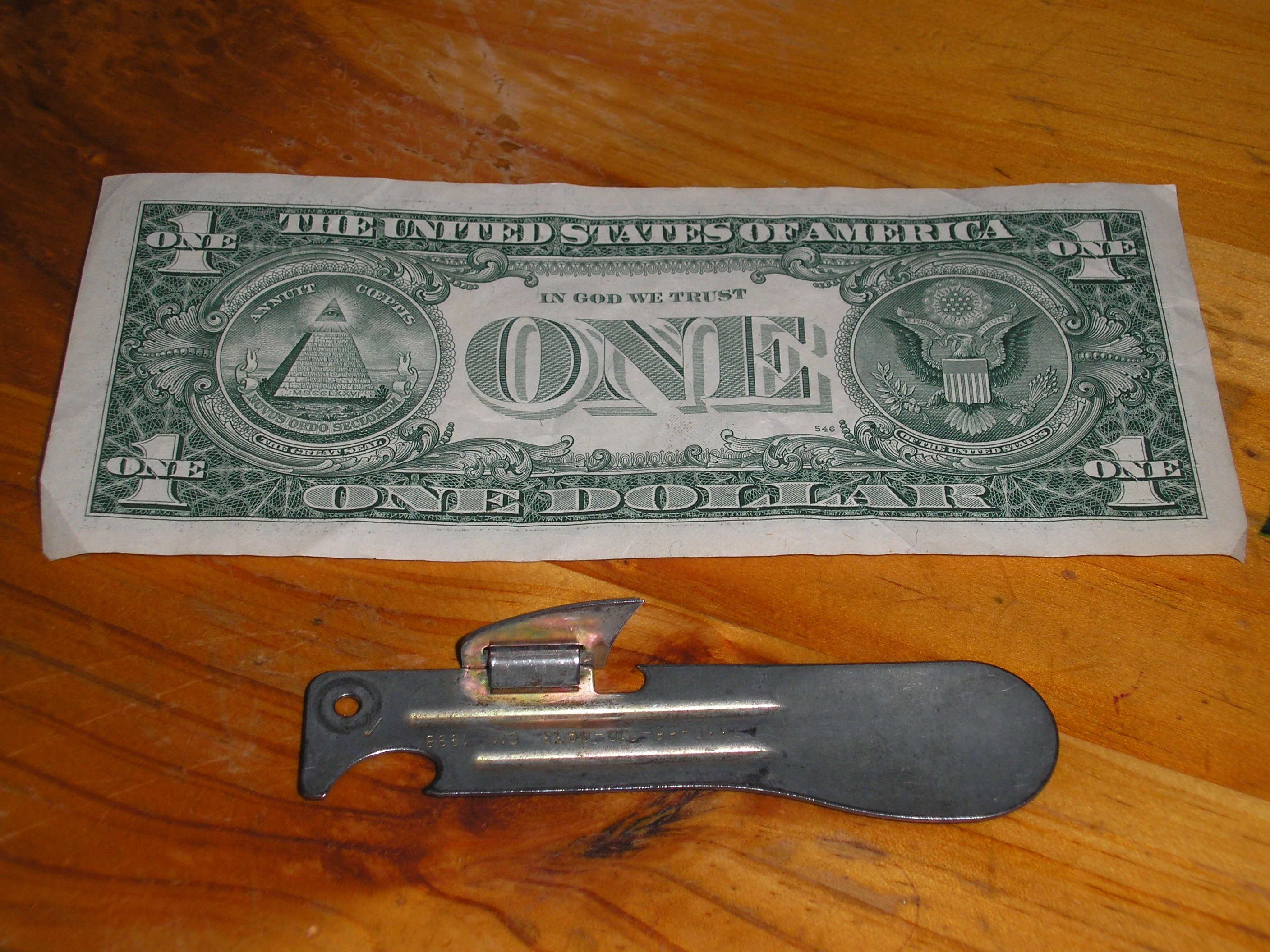
Austalijski "Field Ration Eating Device"

Field Ration Eating Device (w luźnym tłumaczeniu „polowe narzędzie do jedzenia”) – narzędzie Armii Australii będące połączeniem łyżki, otwieracza do butelek i otwieracza do konserw.  Do 2005, kiedy narzędzie zostało wycofane, stanowiło wyposażenie racji żywnościowej Combat Ration One Man.  Powszechnie znane było jako "Fucking Ridiculous Eating Device".